# 橙乃ままれ
橙乃 ままれ（とうの ままれ、本名：梅津大輔、1973年8月25日 - ）は、日本の小説家、ライトノベル作家、漫画原作者。

## 概要
東京都出身。2009年より「ママレードサンド」名義でインターネット掲示板2ちゃんねるに長編小説『魔王「この我のものとなれ、勇者よ」勇者「断る!」』を投稿していたが、これがゲーム作家の桝田省治の目に留まり書籍化。プロデビューを果たした。現在、葛飾区を拠点として活動を続けており、長編小説のほか、同様の形式で短編も数多く手がけている。

## 作品リスト

### 小説
- まおゆう魔王勇者
- ログ・ホライズン

### 漫画原作
- 放課後のトラットリア

## 脱税
2011年に著作権管理会社m2ladeJAM社を設立。2014年までの3年間で、著作権利用料は1億2000万円になったが、口座にそのまま保管されていた。また、多忙と怠慢（本人談）で税務申告もされていなかったため、東京国税局に脱税で告発された。告発を受けて、検察は意図的に申告しなかったと認定し、12月10日に起訴した。2016年4月26日、自身に懲役10か月と執行猶予3年、m2ladeJAM社には罰金700万円の有罪判決が言い渡された。